# Charles M. Schulz

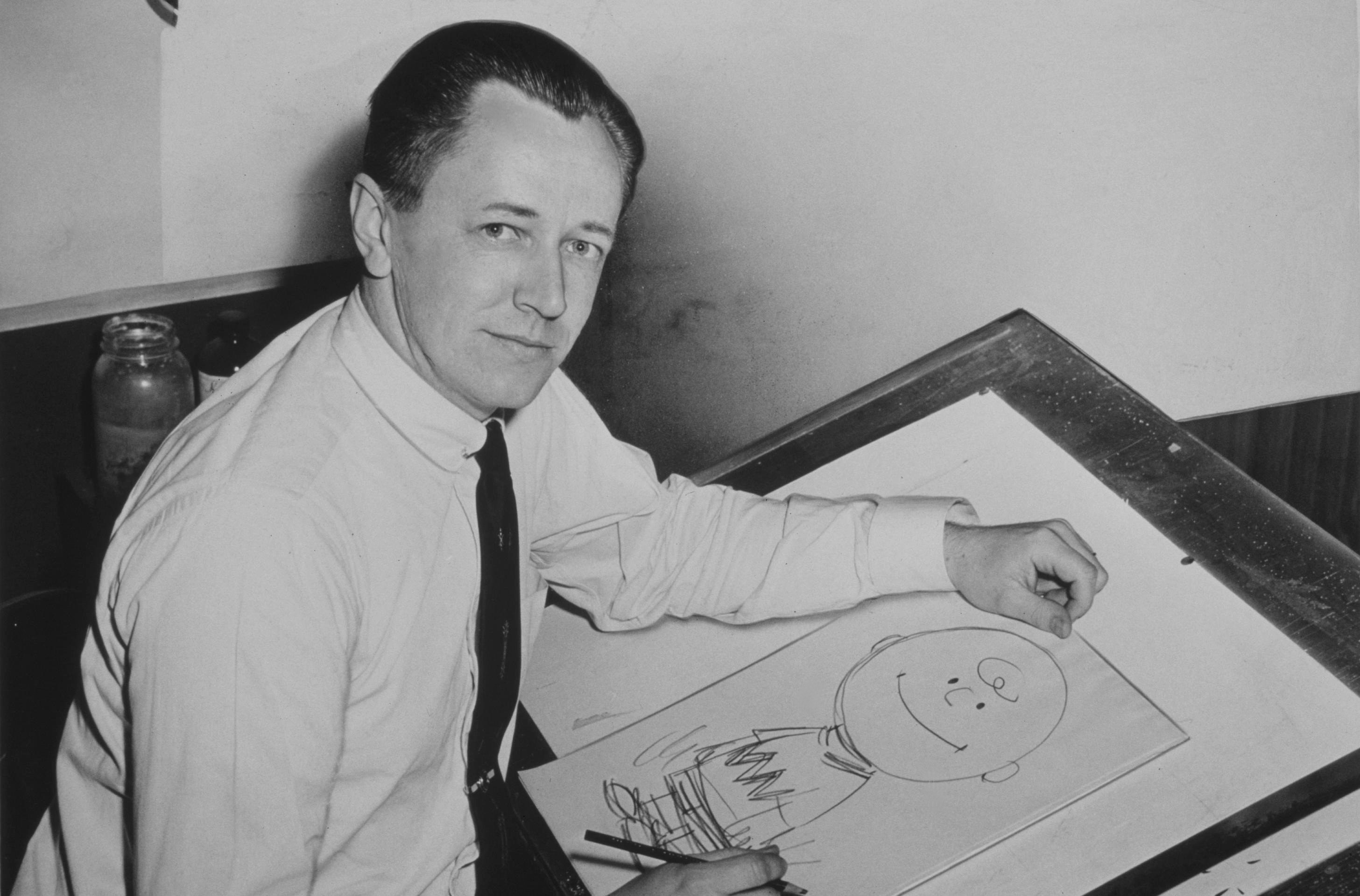
Charles M. Schulz nel 1956 al tavolo di disegno, davanti ad un'illustrazione di Charlie Brown

Firma di Charles M. Schulz

(Umberto Eco, introduzione alla prima raccolta in italiano dei Peanuts)
Charles Monroe Schulz (Minneapolis, 26 novembre 1922 – Santa Rosa, 12 febbraio 2000) è stato un fumettista statunitense, conosciuto in tutto il mondo per aver creato le strisce dei Peanuts.

## Biografia
Nacque a Minneapolis, nel Minnesota, e crebbe a Saint Paul, figlio unico di Carl Schulz, originario della Germania, e Dena Halverson, proveniente dalla Norvegia. Fu lo zio che gli diede (al terzo giorno di vita) il soprannome "Sparky" dal cavallo Spark Plug del fumetto Barney Google di Billy DeBeck.
Schulz amava disegnare e talvolta rappresentava il cane di famiglia, Spike, con particolari inusuali. Nel 1937, Schulz disegnò un'immagine di Spike e la spedì a Ripley's Believe It or Not!; il disegno venne pubblicato da Robert Ripley con la didascalia "A hunting dog that eats pins, tacks and razor blades is owned by C. F. Schulz, St. Paul, Minn." e "Drawn by 'Sparky'" (C.F. erano le iniziali di suo padre Carl Fred Schulz).

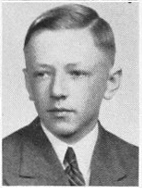
Schulz alle superiori, 1940

Frequentò la scuola elementare Richards Gordon a St. Paul, saltando due semestri: in questo modo, quando frequentò la scuola superiore anni dopo, la Saint Paul Central High School, si trovò ad essere il più piccolo della classe. Alle superiori gli furono rifiutati alcuni disegni da pubblicare sull'annuario della scuola. Sessanta anni dopo, nell'atrio della stessa scuola è stata posta una statua alta un metro e ottanta che raffigura Snoopy.
Dopo la morte della madre, nel 1943, fu arruolato nell'esercito e mandato a Camp Campbell in Kentucky. Due anni dopo fu mandato in Europa per combattere nella Seconda guerra mondiale. Dopo aver lasciato l'esercito nel 1945, lavorò come insegnante. 
La sua prima striscia a fumetti con cadenza regolare fu pubblicata nel 1947 dal St. Paul Pioneer Press e si intitolava Li'l Folks. Anche il Saturday Evening Post accettò di pubblicare alcune vignette dei Li'l Folks. Fu in queste strisce che apparve per la prima volta Charlie Brown, così come un cane somigliante a Snoopy. Nel 1950 Schulz propose i suoi lavori alla United Features Syndicate e i Peanuts furono pubblicati per la prima volta il 2 ottobre 1950. Per breve tempo disegnò anche una striscia ispirata allo sport, chiamata It's Only a Game (1957-1959), aiutato anche dal suo amico e già collaboratore per i Peanuts Jim Sasseville, ma la serie non prese piede e fu chiusa.
Con l'andare degli anni, i Peanuts divennero uno dei fumetti più popolari di tutti i tempi. Parte della sua esperienza venne riflessa nei Peanuts attraverso le somiglianze con Charlie Brown, il personaggio principale; alcuni esempi:
- anche il padre di Schulz era barbiere e la madre casalinga;
- anche Schulz da piccolo aveva un cane (il suo cane Spike però era un pointer);
- anche Schulz era timido e introverso;
- la ragazzina dai capelli rossi di Schulz era Donna Mae Johnson Wold (1929-2016),[6] con cui aveva avuto una relazione. Schulz le chiese di sposarlo, ma lei rifiutò. Rimasero comunque sempre amici.

Il padre di Schulz morì nel 1966, lo stesso anno in cui il suo studio in California bruciò in un incendio.
Nel novembre 1999 Schulz, che già da qualche anno si trovava a dover contrastare la malattia di Parkinson, sopravvisse a un ictus; poco più tardi gli venne diagnosticato un cancro al colon. A causa della chemioterapia e per il fatto che non riusciva a leggere o vedere con chiarezza, il 14 dicembre 1999 annunciò il suo ritiro, all'età di settantasette anni. 
Schulz morì il 12 febbraio 2000 a Santa Rosa, in California, a causa di un attacco cardiaco. Il giorno dopo fu pubblicata la sua ultima striscia, in cui lasciava a Snoopy il compito di congedarsi dai suoi lettori con queste parole:
ho avuto la fortuna di disegnare Charlie Brown e i suoi amici per quasi cinquant'anni. È stata la realizzazione del sogno che avevo fin da bambino. Purtroppo, però, ora non sono più in grado di mantenere il ritmo di lavoro richiesto da una striscia quotidiana. La mia famiglia non desidera che i Peanuts siano disegnati da qualcun altro, quindi annuncio il mio ritiro dall'attività. Sono grato per la lealtà dei miei collaboratori e per la meravigliosa amicizia e l'affetto espressi dai lettori della mia "striscia" in tutti questi anni. Charlie Brown, Snoopy, Linus, Lucy... non potrò mai dimenticarli...»
(Charles Schulz)
Il quotidiano londinese The Times lo ha ricordato il 14 febbraio 2000 in un necrologio che terminava con la seguente frase:
Schulz fu sepolto presso il cimitero di Pleasant Hills di Sebastopol, in California. Il 17 agosto 2002 a Santa Rosa venne inaugurato e aperto al pubblico il Charles M. Schulz Museum and Research Center, un museo interamente dedicato alla sua opera.
Peanuts è stato pubblicato per quasi cinquant'anni praticamente senza interruzioni ed è apparso su 1600 quotidiani in 75 Paesi del mondo. Nel proprio testamento Schulz ha disposto che i personaggi dei Peanuts rimanessero genuini e che non si disegnassero nuove strisce basate sulle sue creature. Nel rispetto delle volontà dell'autore, soltanto le vecchie strisce continuano ad essere ripubblicate su quotidiani e riviste.

## Vita privata
Schulz era cristiano convinto e fu predicatore laico in una Chiesa protestante evangelicale. La sua conoscenza delle Scritture affiora talvolta nelle strisce dei Peanuts sotto forma di citazioni, spesso affidate al personaggio di Linus, e sempre in situazioni che nulla hanno a che fare direttamente con la religione, al solo scopo di creare un effetto comico. Schulz si sposò una prima volta nel 1951 con Joyce Halverson, dalla quale ebbe cinque figli e divorziò nel 1972, e una seconda nel 1973 con Jean Forsyth Clyde con cui visse il resto della sua vita.